# Emmanuel Kessler
Pour les articles homonymes, voir Kessler.
Emmanuel Kessler, né le 16 mai 1963 à Paris, est un journaliste économique et dirigeant de média français. Depuis le 10 juin 2024, il est le président de la chaîne de télévision parlementaire française LCP-AN.

## Biographie

### Famille
Il est le fils de Paul Kessler, physicien, et de Colette Oppenheim (1928-2009), universitaire française spécialiste de l'enseignement du judaïsme et cofondatrice du Mouvement juif libéral de France.
Il est le frère cadet du haut fonctionnaire David Kessler (1959-2020).

### Carrière
Diplômé d'une maîtrise de philosophie à l'université Paris-Nanterre et ancien élève de l'École normale supérieure de Fontenay-Saint-Cloud (1982L), Emmanuel Kessler échoue à l'agrégation de philosophie avant de commencer sa carrière dans le journal La Gazette des communes.
Après être passé par BFM Radio, il rejoint en 2003 la chaîne de télévision Public Sénat où il devient rédacteur en chef adjoint des journaux et des opérations spéciales. Il présente également des chroniques liées à l'économie sur France Info puis sur France Culture.
En 2006, aux côtés d'Émilie Aubry, il anime les trois débats de la primaire présidentielle socialiste.
En janvier 2011, il devient chef du pôle économie de la chaîne LCI et l’adjoint de François-Xavier Piétri, chef du service économie de TF1. Sur LCI, il présente chaque soir du lundi au vendredi « Le Journal de l’Economie » et « L’Invité de l’éco ».
En avril 2015, Emmanuel Kessler est désigné président de la chaîne Public Sénat ; il succède à Gilles Leclerc en juin 2015 pour trois années, ce mandat étant reconduit une fois. Le 4 novembre 2015, il annonce arrêter la présentation de la réunion nationale des CLI (commissions locales d'information - sur le nucléaire), après 10 ans de présentation'[réf. souhaitée]. En avril 2021, il n’est pas reconduit pour un troisième mandat à la tête de Public Sénat, sa candidature n’ayant pas obtenu assez de voix au bureau du Sénat au profit de celle de Christopher Baldelli qui assume la présidence au 1er juin 2021.
Au cours de ses deux mandats à Public Sénat, la chaîne a battu plusieurs records d’audience :  4,1% de part de marché télé pour la retransmission des auditions de la Commission d’enquête sur l’affaire Benalla en 2018, 400 000 téléspectateurs le 4 janvier 2020 pour la première diffusion du documentaire : « Albert Camus, l’icône de la révolte ».
Le 11 mai 2021, il est nommé directeur de la communication de la Cour des comptes par le premier président Pierre Moscovici, à compter du 1er juin 2021.
Le 2 novembre 2022, il quitte la Cour des comptes pour devenir directeur des rédactions économiques du groupe Prisma Media. 
Le 24 janvier 2024, son départ de Prisma Media est officiellement annoncé, il est remplacé par Elodie Mandel.
En mai 2024, Emmanuel Kessler est nommé à la présidence de la chaîne de télévision parlementaire française LCP-AN et son mandat de trois ans débute officiellement le 10 juin 2024. Il remplace alors Bertrand Delais.